# Estoloides strandiella
Estoloides strandiella är en skalbaggsart som beskrevs av Stefan von Breuning 1940. Estoloides strandiella ingår i släktet Estoloides och familjen långhorningar.
Artens utbredningsområde är Costa Rica. Inga underarter finns listade i Catalogue of Life.